# Inazuma Eleven
Inazuma Eleven (イナズマイレブン Inazuma Irebun, "Lightning Eleven") là một video game thể thao nhập vai hệ máy Nintendo DS được phát triển và phát hành bởi Level-5. Nó được phát hành vào ngày 22 tháng 8 năm 2008 tại Nhật Bản. Một phiên bản châu Âu đã được khẳng định bởi Nintendo và được phát hành vào ngày 29 tháng 1 năm 2011. Ba năm sau khi phát hành Nhật Bản, phiên bản Anh đã được tổ chức trở lại ngày 26 tháng 8 năm 2011 vì lý do tiếp thị. Các phiên bản châu Âu đã được cập nhật với các tính năng bổ sung từ các phần tiếp theo của Inazuma Eleven: Firestorm / Blizzard.
Các game đã được bao gồm trong một biên soạn tái bản cập nhật mang tên "Inazuma Eleven 1-2-3: Endo Mamoru's Legend" cho Nintendo 3DS, phát hành vào ngày 27 tháng 12 năm 2012 về thể chất và kỹ thuật số độc quyền tại Nhật Bản. Nó được dựa trên phiên bản Nintendo DS Nhật của Inazuma Eleven, cập nhật với Stereoscopic 3D và đồ họa. Một cổng Nintendo 3DS eShop dựa vào biên soạn, và có một bản lồng tiếng mới, là loạt ra mắt tại Bắc Mỹ và Úc vào ngày 13 tháng 2 năm 2014, ngay sau khi thông báo trực tiếp Nintendo của tháng đó.
Kể từ khi ra mắt của trò chơi, nó đã nhận được hai phần tiếp theo cho hệ máy Nintendo DS: Inazuma Eleven: Firestorm / Blizzard và Inazuma Eleven 3: Sekai e no Chousen, cũng như ba spin-off dành cho Wii: Inazuma Eleven Strikers, Inazuma Eleven Strikers 2012 Xtreme, và Inazuma Eleven GO Strikers năm 2013.
Một manga Inazuma Eleven dựa trên trò chơi đã bắt đầu tuần tự trên CoroCoro Comic từ 15 tháng năm 2008, trong khi một anime dựa trên các trò chơi, được sản xuất bởi OLM, bắt đầu phát sóng vào ngày 05 tháng 10 năm 2008. Mitsui cũng đã tạo ra một tie-in thu thẻ trò chơi. Các trò chơi phục vụ như là sự ra mắt của một nhóm nhạc thần tượng J-pop, Twelv.
Ngày 15 tháng 12 năm 2011, Level-5 cho ra mắt Inazuma Eleven GO (Tiếng Nhật: イ ナ ズ マ イ レ ブ ン GO). Có hai phiên bản của trò chơi, Dark và Shine, được phát hành tại châu Âu với tên gọi Shadow và Light. Sau đó, Level-5 tiếp tục công bố phần tiếp theo của trò chơi này mang tên Inazuma Eleven GO 2: Chrono Stone (イ ナ ズ マ イ レ ブ ン GO2 ク ロ ノ ス ト ー ン Inazuma Irebun GO 2 Kurono SUTON)

## Cách chơi
Trò chơi được chia thành hai phần: một giống một game nhập vai, có vị trí khác nhau mà Endo và nhóm của cậu phải khám phá để có được các mục mới, phải đối mặt với một vài cầu thủ khác trong trận đánh thường ngắn hoặc tiến xa hơn trong câu chuyện. Phần thứ hai là trận đấu thực tế: sử dụng bút stylus, người chơi di chuyển đội bóng đá trên toàn so với đối thủ. Người chơi có thể né tránh đối thủ tấn công, trượt-giải quyết để đưa bóng đi, hoặc sử dụng một khả năng đặc biệt có sẵn cho các nhân vật mà họ tuyển mộ đá, ăn cắp và bắt bóng. Các kết quả của bất kỳ hành động cầu thủ của họ được xác định bởi bảy kỹ năng, mối quan hệ của người chơi, và tổng số lượng người chơi tham gia vào một hành động. Khả năng đặc biệt có thể không được dừng lại với những khả năng khác, có nghĩa là hầu hết thời gian giành chiến thắng sẽ chống lại chiến thuật cơ bản nhưng không phải lúc nào cũng vậy.

## Cốt truyện

### Inazuma Eleven
Nhân vật chính là Endou Mamoru (Mark Evans) là một thủ môn rất tài năng và là cháu trai của Endou Daisuke (David Evans) một trong những thủ môn mạnh nhất ở Nhật Bản, người đã qua đời trước khi Mark được sinh ra. Mặc dù kỹ năng và sự nhiệt tình của Mark là khó tin, nhưng trường học của cậu thiếu một câu lạc bộ bóng đá thực sự. Một ngày nọ, khi một tiền đạo bí ẩn tên Gouenji Shuuya (Axel Blaze) chuyển đến thị trấn của Mark, anh quyết định tìm và tuyển mộ thành viên cho đội bóng đá của mình. Có gần 1000 nhân vật với các kỹ năng khác nhau sẽ quyết định sự thành công của đội bóng. Khi bạn chơi thông qua những câu chuyện, Mark có thể tuyển dụng các nhân vật khác nhau trong nhóm và giúp đạt được mục tiêu cuối cùng của mình trong cạnh tranh. Anh làm cho đội của mình trở thành đội bóng giỏi nhất Nhật Bản với sự giúp đỡ của Kidou Yuuto (Jude Sharp); Ichinose Kazuya (Eric Eagle) và những người khác. Cuối cùng, họ đánh bại Zeus Jr Hig, được dẫn dắt bởi Aphrodi (Byron).
Sau đó, họ chiến đấu với Học viện Aliea để cứu thế giới. Trên đường đi, huấn luyện viên mới của họ - Hitomiko (Lina) đã mang Raimon trở thành đội bóng giỏi nhất Nhật Bản, Họ gặp Fubuki (Shawn), Tachimukai (Darren) và nhiều người khác.  Cuối cùng, Raimon đánh bại Aliea và được biết họ không phải là người ngoài hành tinh. Khi cầu thủ Raimon bắt đầu được chọn cho FFI (Football Frontier Internationals) họ bị sốc khi nhìn thấy cầu thủ Aliea trong đội bóng của họ, bao gồm cả Hiroto (Xavier) và Midorikawa (Jordan). Họ nhập sơ bộ châu Á, và họ đã chiến đấu Fire Dragon, đội Hàn Quốc trong trận chung kết, cuộc đụng độ khác với Byron, Claude (Nagumo) và Bryce (Suzuno). Sau khi đánh bại họ, họ bước vào giải đấu thế giới, chiến đấu đội đến từ các nước khác nhau. Đánh dấu gặp Paolo (Fideo), đội trưởng của Orpheus, đội tuyển quốc gia Italia. Inazuma Nhật Bản đã chiến đấu Little Gigant, đội tuyển quốc gia Cotarl, trong trận chung kết và giành chiến thắng.

### Inazuma Eleven GO
10 năm sau khi FFI, một bóng tối không được chú ý ẩn núp đằng sau Nhật Bản và những gì từng là bóng đá đã thay đổi qua nhiều thập kỷ. Bởi vì chiến thắng của Inazuma Japan, bóng đá đã trở thành rất phổ biến và có ảnh hưởng trong cả nước, đến điểm mà giá trị của một trường là tỷ lệ thuận với các kỹ năng của đội bóng đá của họ. Các trường yếu đều bị lãng quên và buộc phải đóng cửa do thiếu sự quan tâm công cộng và ứng viên. Bóng đá trong Nhật Bản hiện nay được điều khiển bởi một tổ chức gọi là Fifth Sector và được dẫn dắt bởi một được gọi là "Thánh Hoàng đế" Ishido Shuuji. Bóng đá trong trạng thái hiện tại của nó được kiểm soát và dựa vào các lệnh của Hoàng đế Thánh về việc có một đội thắng hoặc bị mất việc dựa trên điểm số bộ. Đây trường lưu trên toàn quốc từ đóng cửa bằng cách cân bằng các giải đấu, nhưng một mức giá phải được trả: "bóng đá thực sự" không tồn tại.
Các nhân vật chính, Matsukaze Tenma (Arion Sherwind) cố gắng thành lập lại đội bóng Raimon. Nhưng anh đã sớm nhận ra rằng bóng đá không phải là cách anh tưởng tượng nó được. Tenma khuấy động một cơn gió mang tính cách mạng trong số các thành viên của đội Raimon, và họ sớm nhằm bóng đá miễn phí từ Fifth Sector để học sinh trung học trên khắp Nhật Bản cuối cùng đã có thể chơi mà không có đơn đặt hàng Fifth Sector của. Và đội Raimon không phải là một mình; họ phát hiện ra các kháng nhằm mục đích thay thế các Hoàng đế Thánh Thần, và cũng được sự hỗ trợ của các nhân vật chính trước của loạt bài này. Với mỗi trận đấu họ giành chiến thắng trong đường Thánh, Raimon thắng trước nhiều đội bóng từ các trường khác.

## Một số nhân vật nổi bật

### Inazuma Eleven

#### Endou Mamoru (Tiếng Nhật:圆堂守; Tiếng Anh: Mark Evans)
Là nhân vật chính của trò chơi, anime và manga Inazuma Eleven. Cậu là thủ môn kiêm chức vụ đội trưởng của hai đội Raimon và Inazuma Japan trong Inazuma Eleven (phần 1, 2 và 3). Mười năm sau trong phần Inazuma Eleven GO, anh trở thành huấn luyện viên cho đội Raimon. Ở phần Movie Inazuma Eleven GO VS Danball Senki W, anh trở thành đội trưởng đội Inazuma Legend Japan và ở phần phim dài tiếp theo, Inazuma Eleven Chou Jigen Dream Match, anh là đội trưởng kiêm là thủ môn của đội Inazuma Best Eleven.

#### Gouenji Shuuya (Tiếng Nhật: 豪炎寺修也; Tiếng Anh: Axel Blaze)
Là một trong những nhân vật chính trong game, manga và anime Inazuma Eleven. Cậu là chân sút nổi tiếng của Kidokawa Seishuu rồi sau đó thì trở thành tiền đạo chủ lực của Raimon và Inazuma Japan. Mười năm sau trong phần Inazuma Eleven GO, dưới tên gọi Ishido Shuuji (biệt danh: イシド, tên đầy đủ: イシドシュウジ), anh trực tiếp điều hành giải đấu Holy Road và tổ chức Fifth Sector và đồng thời cũng là huấn luyện viên của đội Seidouzan. Ở phần Movie Inazuma Eleven GO VS Danball Senki W, anh là một trong những thành viên của đội Inazuma Legend Japan và ở phần phim dài tiếp theo, Inazuma Eleven Chou Jigen Dream Match, anh là tiền đạo của đội Inazuma Best Eleven. Qua phần Galaxy, Gouenji lúc này đã trở thành chủ tịch Hiệp hội bóng đá trẻ Nhật Bản và anh tỏ ra rất nghiêm túc với công việc này.

#### Kidou Yuuto (Tiếng Nhật: 鬼道 有人; Tiếng Anh: Jude Sharp)
Là một trong những nhân vật chính và là nhân vật xuất hiện trong Inazuma Eleven game, manga và anime. Kidou là đội trưởng và chơi ở vị trí tiền vệ trong đội Teikoku và sau đó trở thành tiền vệ của đội Raimon và Inazuma Japan. Cậu là bạn thân của Sakuma Jirou. Trong phần GO, Kidou là huấn luyện viên của đội Teikoku rồi sau đó anh đã trở thành trợ lý huấn luyện viên của đội Raimon

#### Otonashi Haruna (Tiếng Nhật: 音無 春奈; Tiếng Anh: Cellia Hills)
Là một nhân vật nữ trong Inazuma Eleven. Cô là quản lý của Raimon và Inazuma Japan trong Inazuma Eleven, và sau này là cố vấn củaRaimon (GO)trong phần GO.

### Inazuma Eleven GO

#### Matsukaze Tenma (Tiếng Nhật: 松風天馬; Tiếng Anh: Arion Sherwind)
Là nhân vật chính của loạt anime Inazuma Eleven GO,giới tính:nam, chơi ở vị trí tiền vệ cho đội bóng Raimon (GO). Sau này, cậu trở thành đội trưởng của Raimon, Tenmas, Raimon (Chrono Stone)phần 3,Chrono Storm(Sakkyou Eleven) phần 3] Inazuma Japan (GO)phần 4 và [[Earth Eleven]phần4] và Galaxy Eleven(phần 4).

#### Tsurugi Kyousuke (Tiếng Nhật: 剑城京介; Tiếng Anh: Victor Blade)
Là một trong số 4 nhân vật chính củaInazuma Eleven GO. Cậu từng là đội trưởng của Kuro no Kishidan và là tiền đạo của Raimon (GO) và Raimon (Chrono Stone)Trong phần Galaxy, cậu làm tiền đạo cho Inazuma Japanvà Earth Eleven.

#### Shindou Takuto (Tiếng Nhật: 神童拓人; Tiếng Anh: Riccardo Di Rigo)
Là nhân vật chính trong Inazuma Eleven GO. Cậu là tiền đạo kiêm đội trưởng của đội Raimon, và sau này cậu trở thành thành viên của đội Raimon (Chrono Stone). Trong phần Galaxy, cậu làm tiền vệ phòng ngự cho Inazuma Japan (GO) và sau đó là Earth Eleven.

#### Fei Rune (Tiếng Nhật: フェイルーン)
Là một trong những nhân vật chính của loạt phim Inazuma Eleven GO Chrono Stone. Cậu chơi ở vị trí tiền vệ cho Tenmas và Raimon (Chrono Stone).

#### Amemiya Taiyou (Tiếng Nhật: 雨宮 太陽; Tiếng Anh: Sol Daystar)
Là đội trưởng và cũng là tiền đạo đội Arakumo Gakuen. Cậu tham gia đội Raimon trong Inazuma Eleven GO Chrono Stone.